# Allgäu

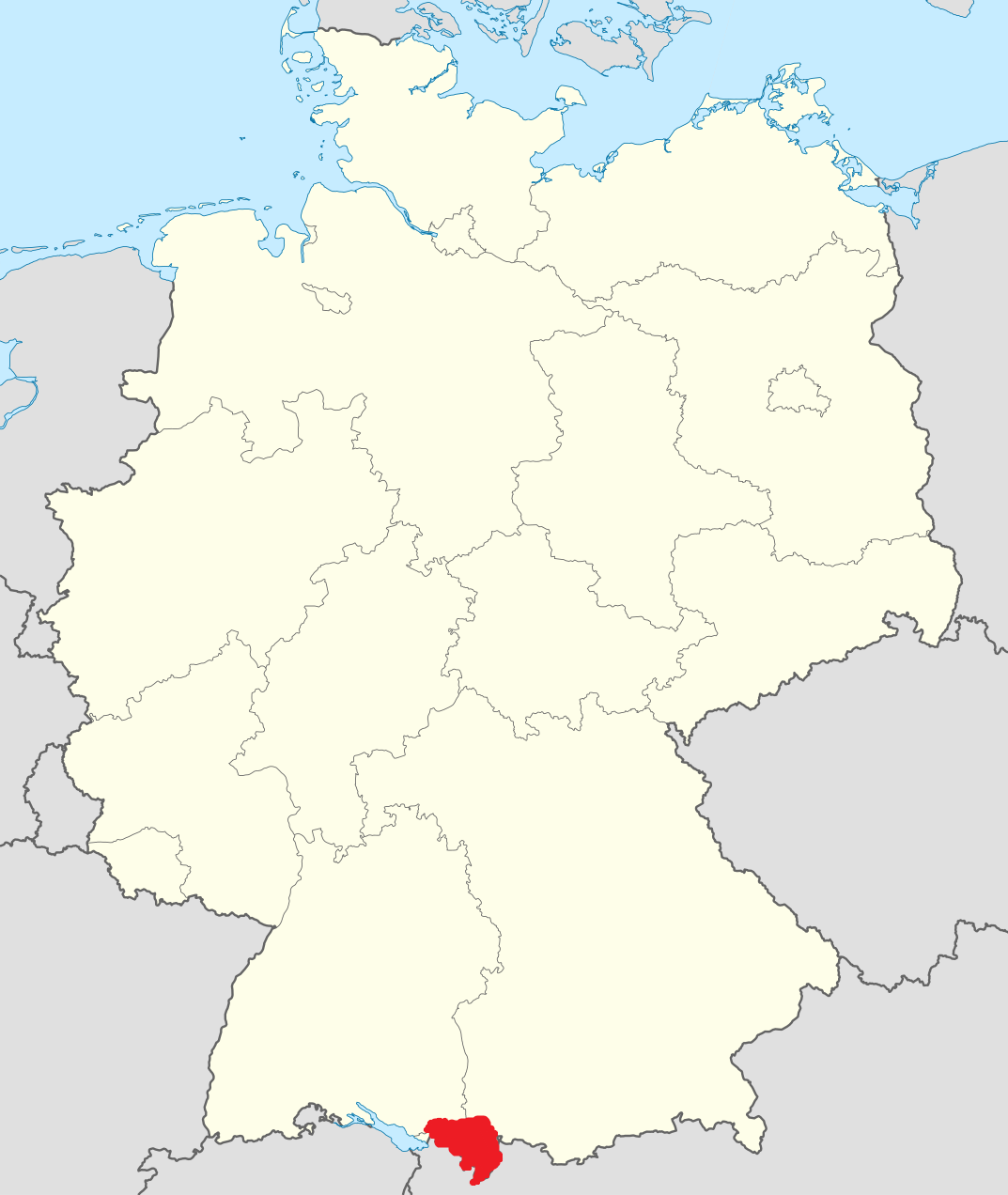
Allgäu (en vermell)

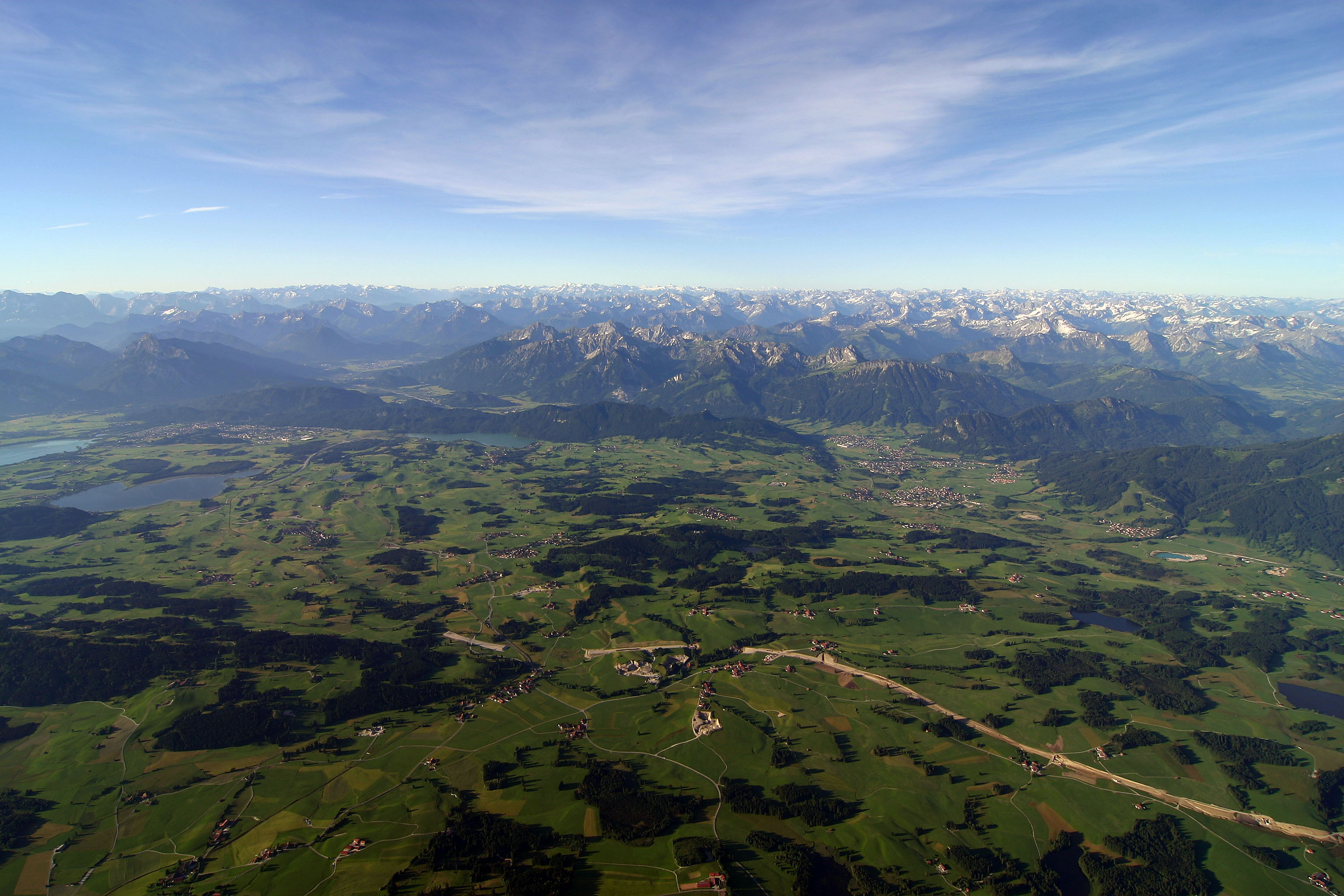
Allgäu vist des d'un globus

L'Allgäu és una regió del sud d'alemanya a la regió de Suàbia. Cobreix el sud de la regió administrativa de Suàbia i el sud-est de Baden-Württemberg. La regió s'estén des de les terres prealpines fins als Alps. Els rius principals que flueixen a través de l'Allgäu són el Lech i Iller.
Es subdivideix en les següents regions:
- Oberallgäu (a Suàbia, en l'estat de Baviera)
- Unterallgäu (a Suàbia, en l'estat de Baviera)
- Ostallgäu (a Suàbia, en l'estat de Baviera)
- Westallgäu (principalment a Upper Swabia en l'estat de Baden-Württemberg, però també una part molt petita a Baviera)

L'àrea és notable pels seus paisatges bonics i és una zona popular per vacances i estades terapèutiques. És conegut per la seva producció de productes de granja, especialment productes làctics incloent el Hirtenkäse i el Bergkäse. Les regions alpines de l'Allgäu s'aixequen per sobre dels 2.000 metres d'altitud i són populars per a l'esquí d'hivern. El cèlebre castell de Neuschwanstein és en la part oriental de l'Allgäu.